# ديفيد وايت (لاعب كريكت)
ديفيد وايت (بالإنجليزية: David White)‏ (26 يونيو 1961 في نيوزيلندا - ) هو لاعب كريكت نيوزلندي. شارك مع منتخب نيوزيلندا الوطني للكريكت. أما مع النوادي، فقد لعب مع Northern Districts men's cricket team ‏.

## وصلات خارجية
- دايفيد وايت على موقع إي آس بي آن كريك إنفو (الإنجليزية)